# Falling Stars
Falling Stars (Stelle cadenti) è un singolo della cantante moldava Lidia Isac, pubblicato il 28 marzo 2016 su etichetta discografica Ragoza Music. Il brano è stato scritto da Gabriel Alares, Sebastian Lestapier, Ellen Berg e Leonid Gutkin e prodotto da Sebastian Lestapier e Leonid Gutkin.
Il 27 febbraio 2016 Lidia ha vinto il programma O melodie pentru Europa, il processo nazionale moldavo per la selezione della canzone da mandare all'Eurovision Song Contest 2016, ottenendo il numero più alto di televoti e piazzandosi terza nel voto della giuria. Lidia ha cantato Falling Stars per terza nella prima semifinale del 10 maggio sul palco dell'Eurovision a Stoccolma, ma non si è qualificata per la finale del 14 maggio. Lidia Isac è arrivata diciottesima nel televoto con 9 punti e quindicesima nel voto della giuria con 24 punti; in totale ha accumulato 33 punti, piazzandosi diciassettesima su diciotto partecipanti.

## Tracce
Download digitale
1. Falling Stars (Radio Edit) – 2:58
2. Falling Stars (Karaoke Version) – 2:58